# Malephora purpurocrocea
Malephora purpurocrocea (Haw.) Schwantes es una especie de planta suculenta originaria de Sudáfrica, perteneciente a la familia Aizoaceae. Es una especie ampliamente cultivada como ornamental en diferentes partes del mundo. 

## Descripción
Malephora purpurocrocea es un sufrútice glabro que puede presentarse postrado o sub-erecto. Esta puede crecer hasta 30 centímetros de alto y 5 metros de diámetro. Los tallos jóvenes son más suculentos, de color verde azulado y céreos, mientras que los adultos son leñosos y su color varía entre crema y un matizado tono grisáceo.
La planta tiene hojas opuestas, suculentas, teretes a subtríquetras, connadas en la base, rectas o levemente curvadas. Son de 1,5 hasta 8 centímetros de largo y entre 0,5 y 1 centímetro de diámetro. Son verde azuladas o rojizas, céreas, mucronadas en el ápice, y a veces múticas.

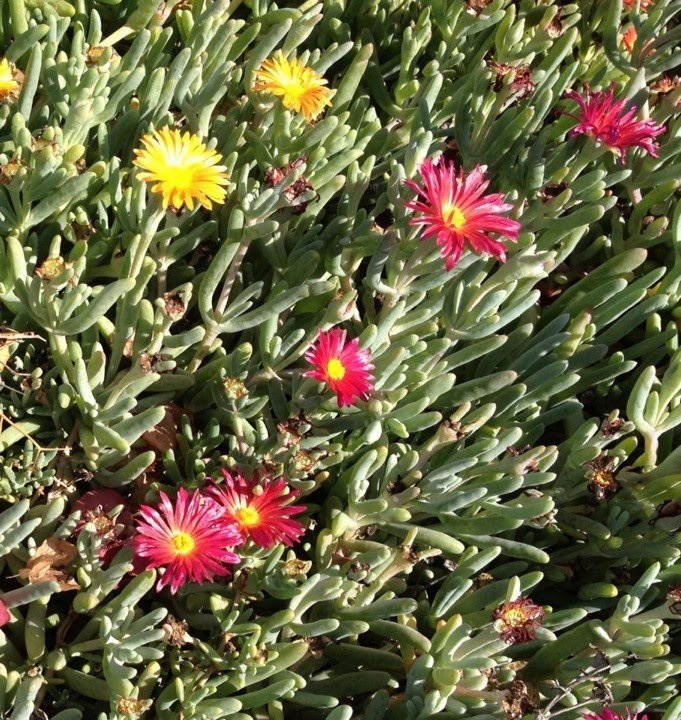

Sus flores son solitarias, axilares o terminales, de 2,5 a 5 centímetros de diámetro. Tiene entre 4 y 6 sépalos, suculentos, desiguales, al menos 2 cortos y 2 largos. Los más cortos son de borde hialino, acuminados, y miden entre 8 y 15 mm de largo. Los largos son semejantes a hojas, miden entre 16 y 25 mm de largo. Los estaminodios son de 40 a 60 solenoides, libres, de bordes lisos, con nervadura central conspicua, lineares, de 13-20 mm de largo por 2-3 mm de ancho, con ápice mucronado o bidentado, a veces obtusos, tornasolados, anaranjados a purpúreos en la cara adaxial y púrpura en la abaxial. Posee estambres numerosos; filamentos blancos a amarillentos, cubiertos de abundantes pelos blancos y cortos en la base; anteras amarillas a anaranjadas. Estigmas 8-11(- 13), triangulares, ovados hasta rómbicos, con abundantes papilas en la cara ventral. Ovario o'cuneiforme, 8-11(-13) carpelar, placentación parietal.
Asimismo, posee una cápsula loculicida, higrocástica, 8-11(-13) locular, o'cuneiforme, de 0,6-1,3 cm de diámetro; valvas aladas con quillas de expansión de margen irregularmente dentado, parduzcas; membranas de cobertura 2 por lóculo, que cubren desde 2/3 a 3/4 del mismo, con pequeñas máculas blancas dispersas, bordes plegados hacia el interior cuando vacío; cuerpo de cierre presente. Sus semillas son numerosas, obovoides, ca. 1 mm, oscuras, tuberculadas, con los abultamientos en hileras.

## Distribución y hábitat
Esta especie es nativa del sur de África, naturalizada en Estados Unidos de América, España, Australia, Malta y México. Dicha naturalización fue reportada en la Patagonia Argentina, en los alrededores de las provincias de Río Negro, Neuquén y Chubut. En Argentina se comporta como especie invasora y compite agresivamente con otras especies nativas.

## Mecanismos de dispersión
En recientes publicaciones se ha indicado que dicha especie posee la ombrohidrocoria, como mecanismo de dispersión primario y la bitisocoria, como mecanismo de dispersión secundario. La morfología de sus cápsulas y las lluvias cumplen un rol fundamental en la dispersión de sus semillas.

## Especies afines
Malephora purpurocrocea es una especie similar a Malephora crocea (Jacq.) Schwantes, con la que puede confundirse muy fácilmente. Si bien existen individuos aberrantes  de Malephora purpurocrocea con flores casi completamente naranjas (solo una leve coloración rosa, imperceptible, en la cara inferior de los estaminodios), suelen tener siempre una tonalidad que va desde el rosado al púrpura en la cara inferior. Por otra parte, Malephora crocea posee flores completamente naranjas.
Si bien algunos autores separan a ambas especies por la coloración de la cara superior de las flores, otros estudios destacan su alta variabilidad y sugieren tratar los individuos (aun con una ligera coloración rosa en la cara inferior) como Malephora purpurocrocea.

## Taxonomía
El taxón Malephora purpurocrocea fue publicado por Schwantes en el año 1928 en Gartenflora 77:69.

### Sinonimia
- Mesembryanthemum purpurocroceum Haw., Observ. Mesembryanthemum 2: 257 (1795). Basiónimo[5]
- Mesembryanthemum croceum var. purpurocroceum (Haw.) DC., Prodr. (DC.) 3: 438. 1828.
- Hymenocyclus purpurocroceus (Haw.) L. Bolus, S. African Gard. 17: 399. 1927.
- Crocanthus purpurocroceus (Haw.) L. Bolus, Fl. Pl. Sud África 7: tab. 255. 1927.
- Malephora crocea var. purpurocrocea (Haw.) H. Jacobsen & Schwantes, Natl. Cact. Succ. J. 13(4): 78. 1958.
- Mesembryanthemum insititium Willd., Enum. Pl. (I): 536. 1809.